# Nicolas Schüpbach
Nicolas Schüpbach (* 26. August 1996) ist ein Schweizer Unihockeygoalie. Er steht beim Nationalliga-A-Vertreter HC Rychenberg Winterthur unter Vertrag.

## Karriere

### HC Rychenberg Winterthur
Schüpbach begann seine Karriere beim HC Rychenberg Winterthur und bildet auf die Saison 2017/18 mit Ruven Gruber das Goalieduo des HC Rychenberg Winterthur. Er bestritt sein erstes Nationalliga A Pflichtspiel im Herbst des Jahres 2016.